# Pachymedusa dacnicolor
Pachymedusa dacnicolor é uma espécie de anfíbio da família Hylidae, a única descrita para o gênero Pachymedusa. É endêmica do México.